# Chardonne
Chardonne (toponimo francese) è un comune svizzero di 2 908 abitanti del Canton Vaud, nel distretto della Riviera-Pays-d'Enhaut.

## Geografia fisica
Chardonne è affacciato sul lago di Ginevra.

## Storia

### Simboli
I cardi (in francese chardon) e i cardellini (chardonneret) hanno assonanza con il toponimo Chardonne.

## Monumenti e luoghi d'interesse

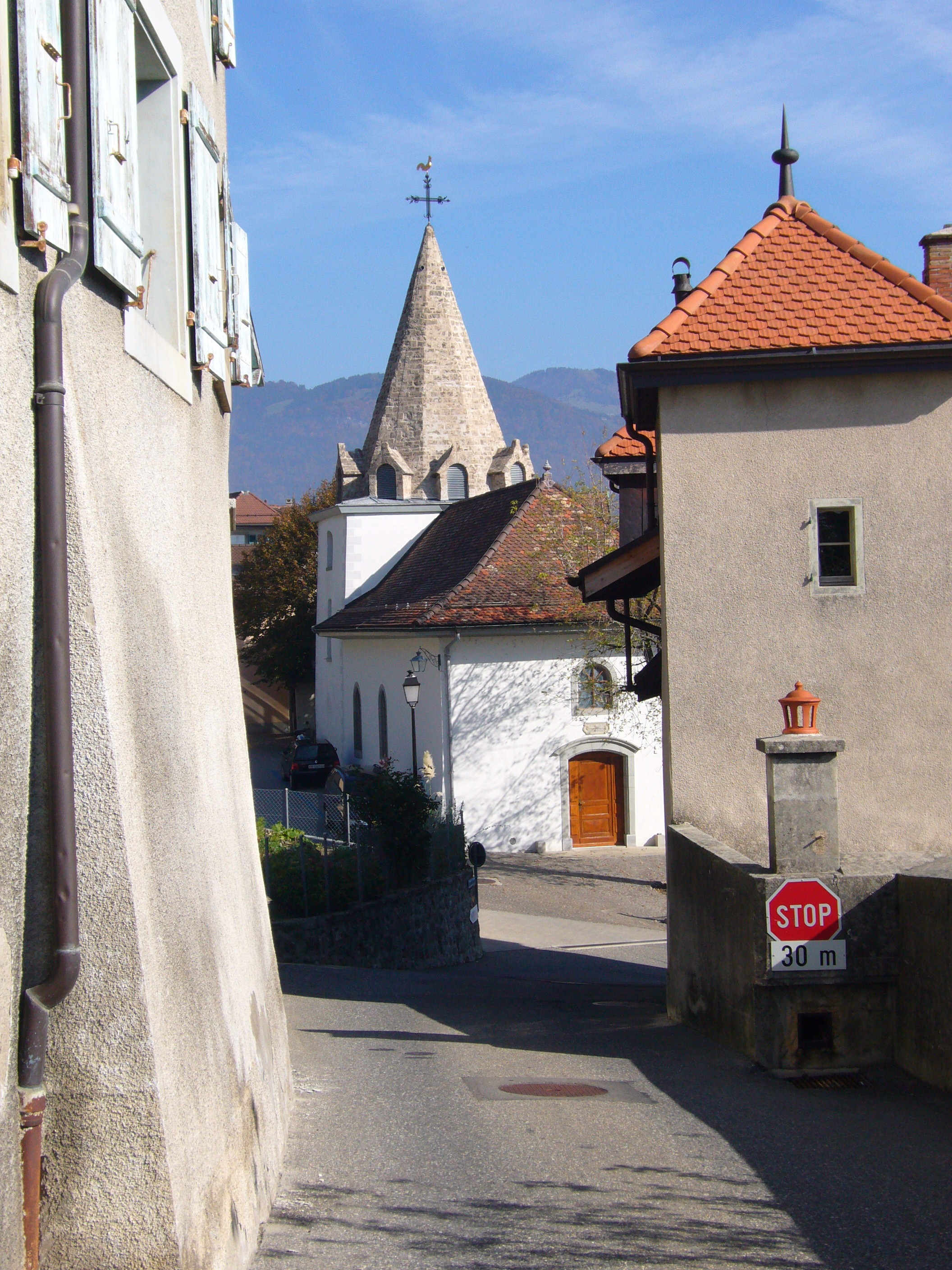
La chiesa di San Giovanni Battista

- Chiesa riformata di San Giovanni Battista, attestata dal 1419 e ricostruita nel 1671 e nel 1746[2].

## Società

### Evoluzione demografica
L'evoluzione demografica è riportata nella seguente tabella:
Abitanti censiti

## Infrastrutture e trasporti

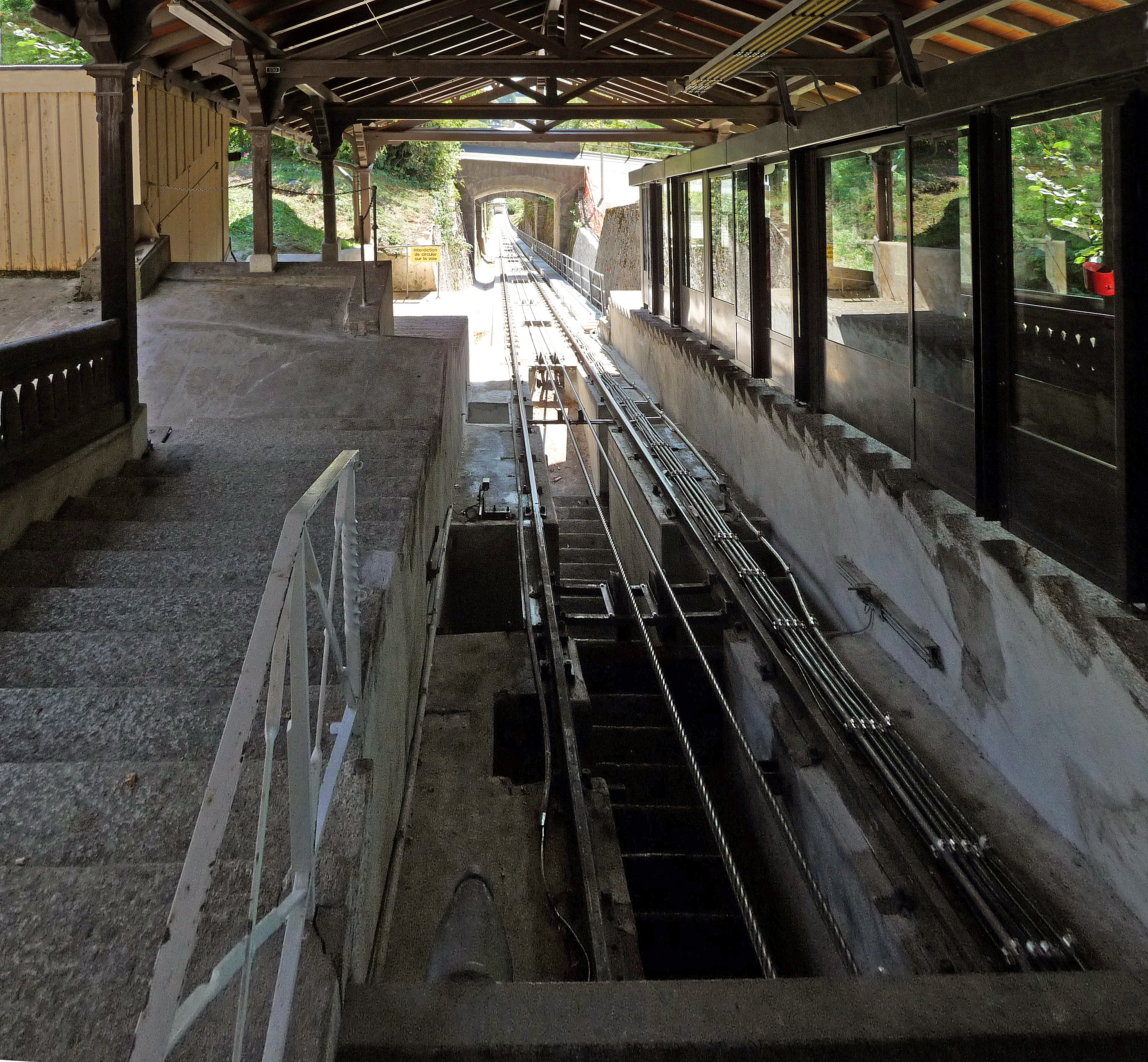
La stazione di Chardonne

Chardonne è servito dall'omonima stazione sulla funicolare Vevey-Mont-Pèlerin.